# گیلزان

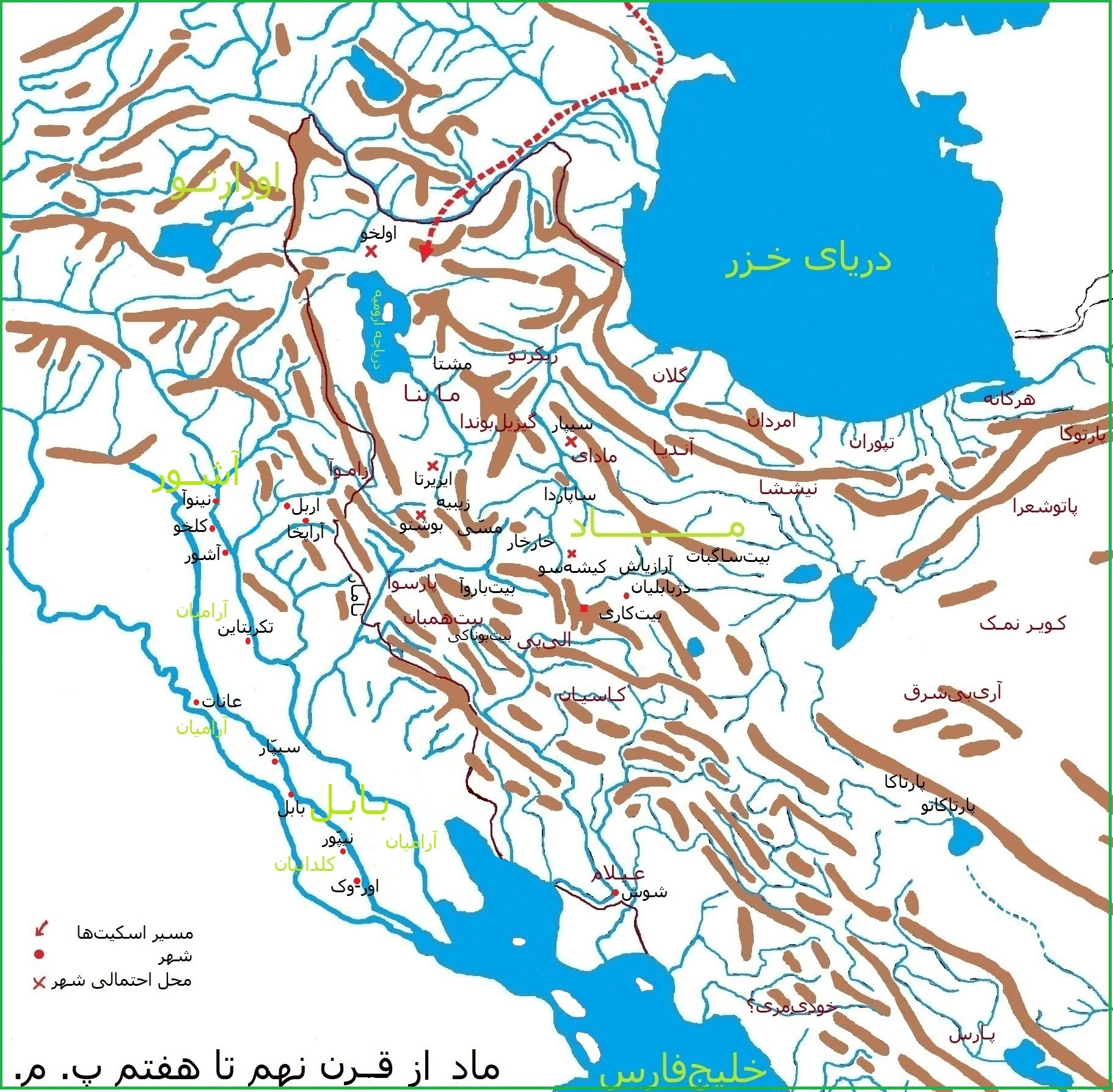

گیلزان باستانی واقع در کرانهٔ غربی دریاچه اورمیه. در قرن نهم پ.م. ناحیهٔ مستقلی بوده است و ظاهراً بعدها جزو اورارتو یا ماننا یا میان هر دو تقسیم شد.

## سال ۸۸۳ پ.م.
در لشکرکشی سال - ۸۸۳ پ.م. - آشور ناسیراپال دوم پادشاه آشور از طریق دهکده کی‌یروری به ناحیهٔ زاب بزرگ رفته آنگاه به شتاب به سوی شمال غربی آشور حرکت کرد. مع‌هذا نواحی کوهستانی این مسیر نه فقط اسبان و قاطران و دام‌های شاخدار و شراب و ظروف مفرغ به شاه آشور هدیه دادند بلکه عوارض و خراج‌هایی نیز به نفع آشور بر ایشان وضع شد. ساکنان سرزمین گیلزان به منظور جلب عطوفت آشوریان هدایایی از قبیل اسبان، سیم و زر، قلع و مس و مصنوعات مفرغی ارسال داشتند.

## شاهکان گیلزان
- اپو، یکی از شاهکان اراضی گیلزان بشمار می‌رفت. طبق الواح آشوری و به تصریح لوح آشورناسیراپال، وی مدت شش سال از سال ۸۳۴ تا ۸۲۷ پیش از میلاد فرمانفرمای اراضی مزبور بود.

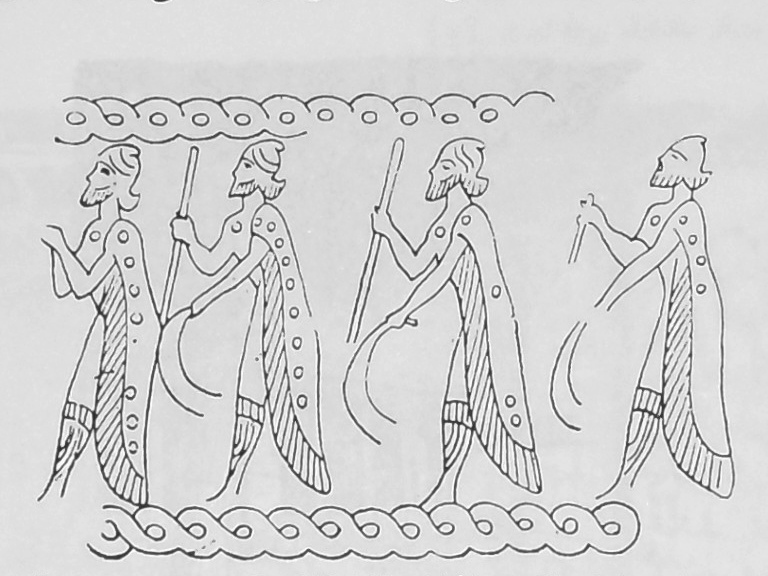
بخشی از زینت تشت مفرغی، با تصویر ماننائی یا گیلزانی.کنجینه زیویه قرن هشتم پ. م.
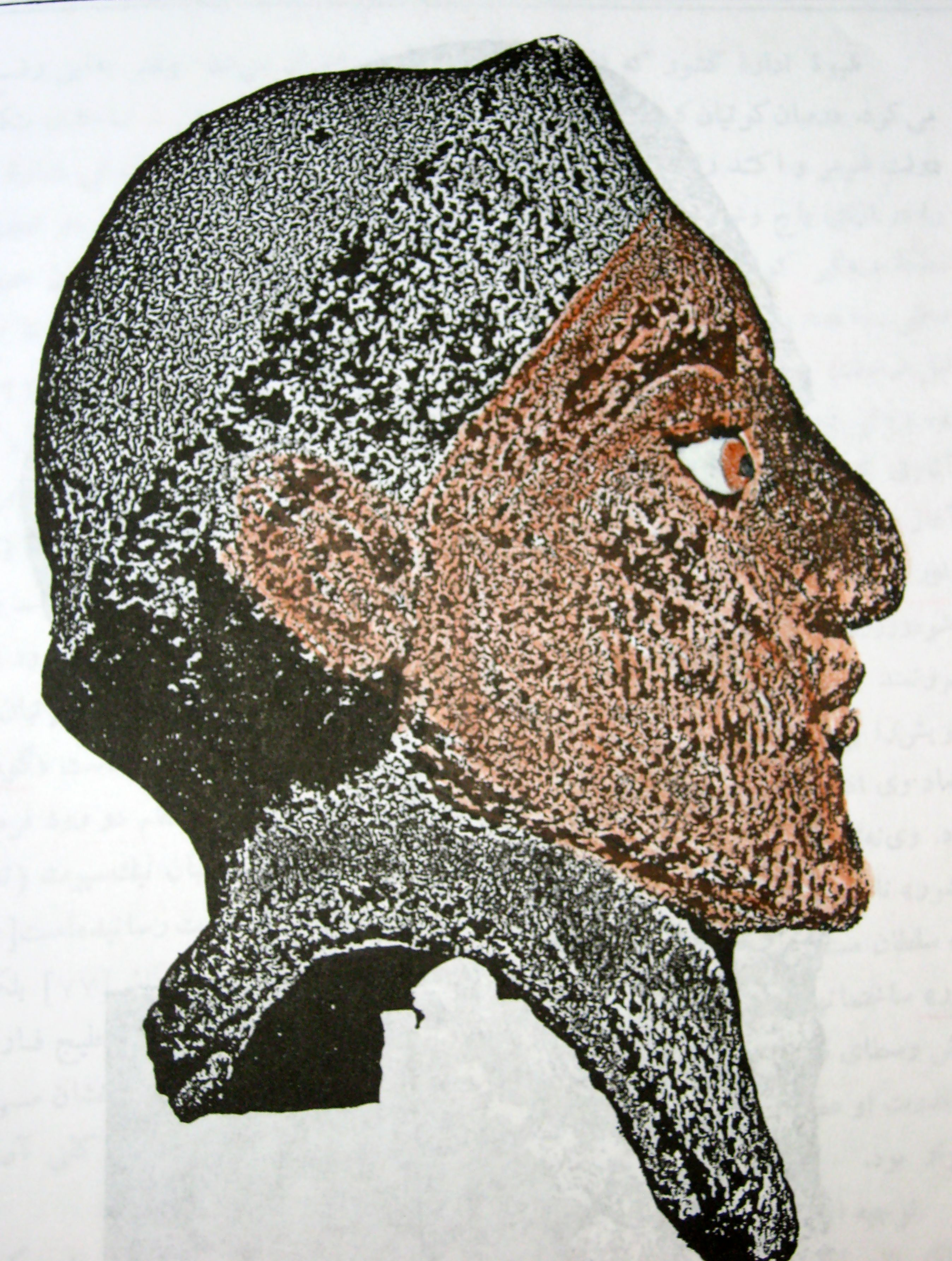
مجسمه سر از مفرغ، بسیار کهن مکشوف از سلماس تاریخ آن نامعلوم.
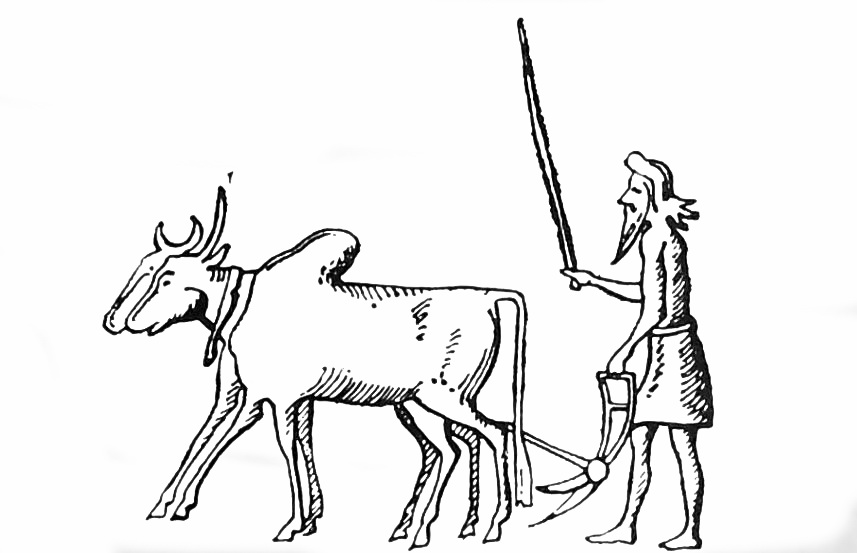
کشاورز ایرانی وگاو کوهاندار سیستانی، تصویر از مهری استوانه‌ای قرن پنجم پ. م.